# Bieler Gespräche
Bieler Gespräche ist der Name einer seit 2008 jährlich stattfindenden dreisprachigen Literaturveranstaltung, bei der Autoren und Übersetzer in Biel/Bienne BE zusammenkommen, um über ihre Texte und Übersetzungen zu diskutieren. Organisiert und getragen wird der Anlass vom gleichnamigen Verein (Sitz Biel/Bienne) und der jeweils verantwortlichen Vorbereitungsgruppe. 
Jährlich ruft der Verein professionelle und nichtprofessionelle literarische Autoren und Übersetzer aus der Schweiz und den umliegenden Ländern auf, Texte für die kommenden Bieler Gespräche einzureichen. Die von der Jury ausgewählten Texte – hauptsächlich Kurzprosa und Lyrik – werden den teilnehmenden Übersetzern zur Übersetzung in die jeweils anderen Landessprachen vorgelegt. Zu Jahresbeginn folgt das Treffen in Biel oder Umgebung, an dem etwa 60 Schreibende über ihre Texte und deren Übersetzungen sowie allgemein über aktuelle Schreibbedingungen diskutieren.